# Muggensturm
Muggensturm è un comune tedesco di 6 274 abitanti, situato nel land del Baden-Württemberg, gemellato con il comune italiano di Gradara.

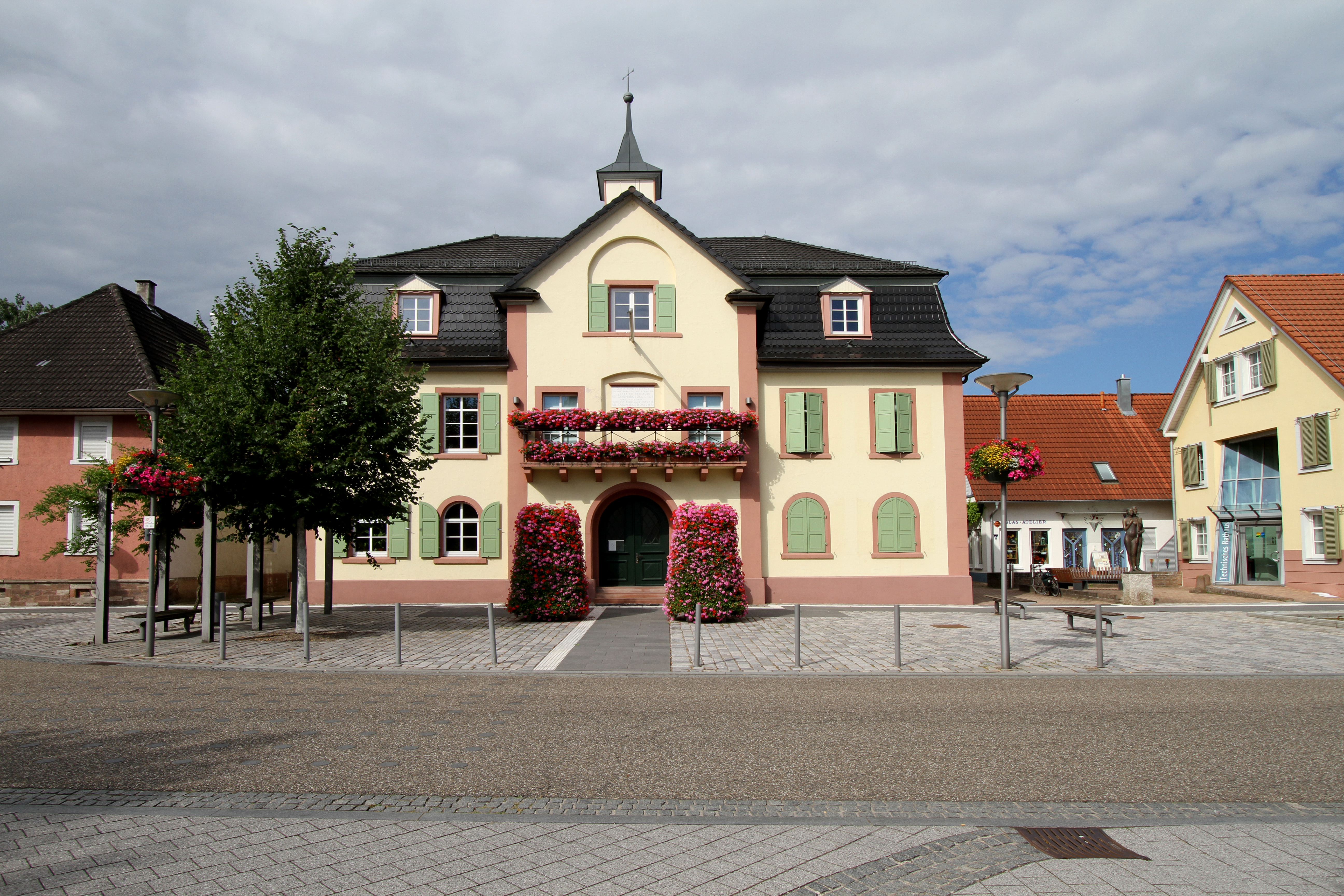
Municipio

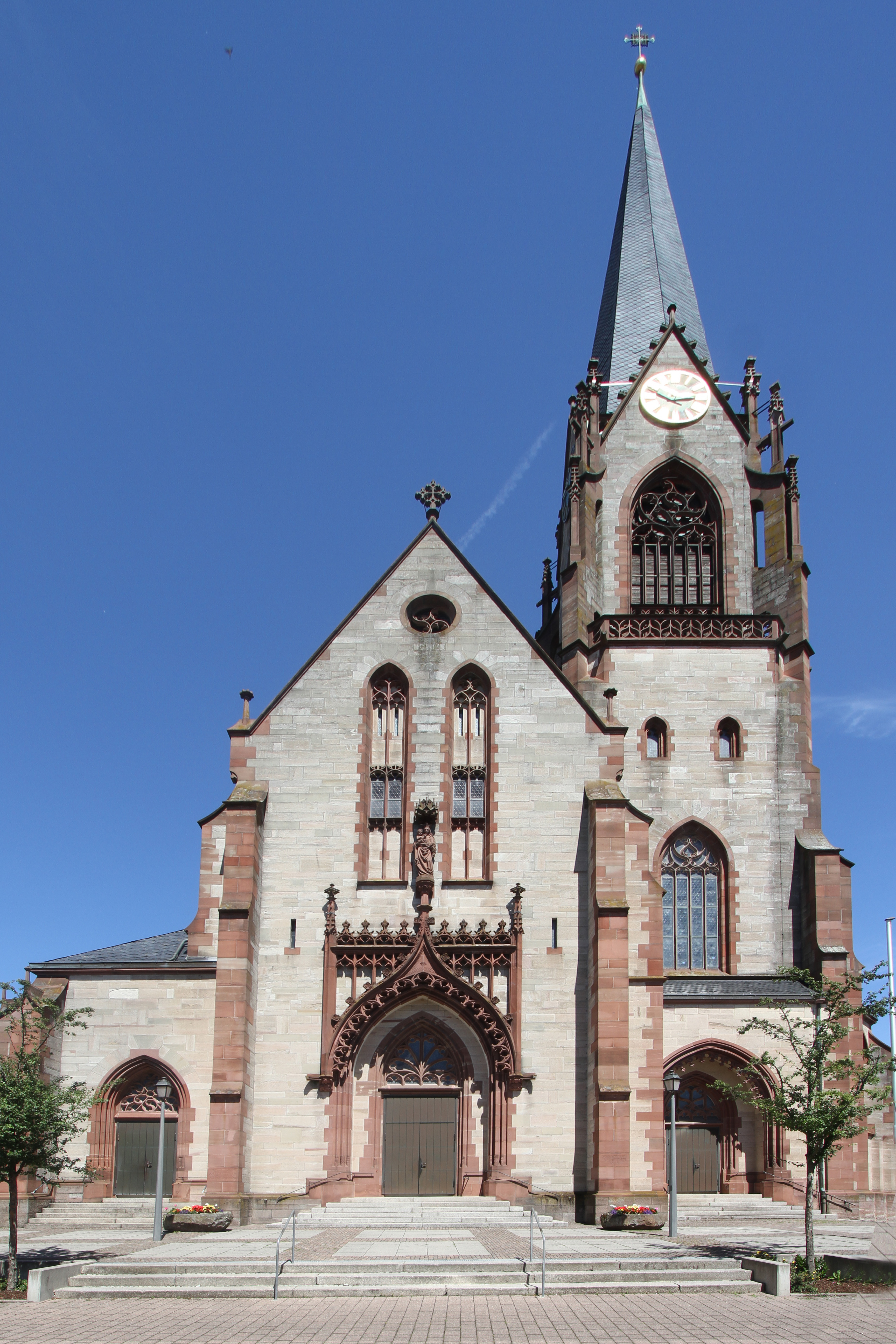
Chiesa di Nostra Signora Regina degli Angeli